# Estádio Dolen Omurzakov
O Estádio Dolen Omurzakov (em quirguiz: Dolen Omurzakov Stadion) é um estádio multiuso localizado em Bisqueque, capital do Quirguistão, inaugurado em 1941. Utilizando principalmente em competições de futebol, é o maior estádio do país em capacidade de público, sendo oficialmente a casa onde a Seleção Quirguiz de Futebol manda suas partidas amistosas e oficiais. Além disso, os clubes locais Alga Bishkek e Dordoi também mandam seus jogos oficiais por competições nacionais e continentais no estádio, cuja capacidade máxima é de 23 000 espectadores.